# فيكي لوسادا
ماريا فيكتوريا لوسادا غوميز (من مواليد 5 مارس 1991) هي لاعبة كرة قدم إسبانية تلعب في خط الوسط لنادي برايتون، وهي أيضًا قائدة الفريق.

## مسيرتها الدولية
شاركت لأول مرة مع المنتخب الإسباني في 19 يونيو 2010، في تصفيات كأس العالم للسيدات 2011 أمام إنجلترا. دخلت لوسادا كبديلة في الدقيقة 81 مكان سونيا بيرموديز. في يونيو 2013، اختار مدرب المنتخب الوطني إجناسيو كويريدا لوسادا في قائمة إسبانيا المُشاركة في بطولة أمم أوروبا للسيدات 2013 في السويد. لعبت لوسادا في كل مباريات دور المجموعات، وكانت على مقاعد البدلاء في خروج إسبانيا من البطولة، بالخسارة 3–1 أمام النرويج في ربع النهائي.
جاء هدفها الأول مع لاروخا في الدقيقة 44 ضد مقدونيا خلال تصفيات كأس العالم للسيدات 2015، وانتهت المباراة بالفوز 12–0. وسجلت هدفين آخرين ضد إستونيا في المجموعة المؤهلة لكأس العالم 2015، وهي المرة الأولى التي تتأهل فيها إسبانيا كأس العالم للسيدات. تم استدعاء لوسادا ضمن قائمة إسبانيا في كأس العالم للسيدات 2015 في كندا، وفي المباراة الافتتاحية في 9 يونيو، سجلت أول هدف لإسبانيا في كأس العالم ضد كوستاريكا، انتهت تلك المباراة بالتعادل 1–1. كان هدف لوسادا أحد هدفي إسبانيا في البطولة بأكملها، حيث خرج المنتخب من دور المجموعات بخسارتين وتعادل. وبعد فترة وجيزة، أصدرت لوسادا وزميلاتها ال22 في البطولة بيانًا يطالبن فيه باستقالة المدرب الذي تولى المهمة لفترة طويلة إجناسيو كويريدا، مشيرين إلى سوء الاستعداد للبطولة وفقدان الثقة. استقال كويريدا في 30 يوليو 2015.
تحت قيادة مدرب المنتخب الوطني الجديد خورخي فيلدا، فازت إسبانيا في كل مباراة من مجموعتها في تصفيات يورو 2017، حيث سجلت لوسادا 4 أهداف في 3 مباريات أمام أيرلندا والبرتغالوالجبل الأسود. في بطولة أمم أوروبا 2017، فازت إسبانيا بمباراة وحيدة من 3 مباريات وكان الفوز أمام البرتغال، حيث سجلت لوسادا أحد الهدفين في المباراة التي انتهت بنتيجة 2–0. تقدّم منتخب لاروخا إلى الدور ربع النهائي من البطولة بفضل سجل المواجهات المباشرة وواجه النمسا في ربع النهائي. بدأت لوسادا المباراة لكنها خرجت في الدقيقة 68 لتترك مكانها لأليكسيا بوتياس. انتهت المباراة بالخسارة (5–3) بركلات الترجيح بعد انتهاء المباراة بالتعادل السلبي حيث ستودّع إسبانيا من البطولة.
في العامين التاليين، فازت بكأس قبرص 2018 بوجود لوسادا في الفريق وكأس الغارفي 2019، والتي بدأت فيها المباراة النهائية. كان أداء إسبانيا أفضل بكثير في كأس العالم للسيدات 2019، حيث وصلت إلى دور ال16 لأول مرة في التاريخ. بدأت لوسادا تلك المباراة ضد الولايات المتحدة لكنها خرجت في الدقيقة 32 بعد اصطدامها بسام مويس مما أدى إلى إصابتها بإصابة بالغة. خرجت إسبانيا بعد الخسارة أمام الولايات المتحدة، بنتيجة 2–1. لعبت لوسادا 77 دقيقة طوال البطولة.

## الإحصائيات

### الأهداف الدولية
نتائج وأهداف إسبانيا مدرجة أولا، ويُشير عمود الهدف إلى النتيجة بعد كل هدف سجلته لوسادا.
| #. | التاريخ        | المكان                                            | الخصم            | الهدف | النتيجة | المسابقة                             |
| -- | -------------- | ------------------------------------------------- | ---------------- | ----- | ------- | ------------------------------------ |
| 1  | 13 فبراير 2014 | ملعب لاس غوناس، لوغرونيو، إسبانيا                 | مقدونيا الشمالية | 4–0   | 12–0    | تصفيات كأس العالم للسيدات 2015       |
| 2  | 8 مايو 2014    | أ. لي كوك أرينا، تالين، إستونيا                   | إستونيا          | 2–0   | 4–0     | تصفيات كأس العالم للسيدات 2015       |
| 3  | 8 مايو 2014    | أ. لي كوك أرينا، تالين، إستونيا                   | إستونيا          | 3–0   | 4–0     | تصفيات كأس العالم للسيدات 2015       |
| 4  | 9 يونيو 2015   | الملعب الأولمبي، مونتريال، كندا                   | كوستاريكا        | 1–0   | 1–1     | كأس العالم للسيدات 2015              |
| 5  | 26 نوفمبر 2015 | ملعب تالاغت، دبلن، جمهورية أيرلندا                | جمهورية أيرلندا  | 1–0   | 3–0     | تصفيات بطولة أمم أوروبا للسيدات 2017 |
| 6  | 1 ديسمبر 2015  | ملعب نويفو فيفيرو، بطليوس، إسبانيا                | البرتغال         | 1–0   | 2–0     | تصفيات بطولة أمم أوروبا للسيدات 2017 |
| 7  | 24 يناير 2016  | ملعب بود ماليم بردوم، بتروفاتس، الجبل الأسود      | الجبل الأسود     | 1–0   | 7–0     | تصفيات بطولة أمم أوروبا للسيدات 2017 |
| 8  | 24 يناير 2016  | ملعب بود ماليم بردوم، بتروفاتس، الجبل الأسود      | الجبل الأسود     | 4–0   | 7–0     | تصفيات بطولة أمم أوروبا للسيدات 2017 |
| 9  | 15 سبتمبر 2016 | لا سيوداد ديل فوتبول، لاس روزاس دي مدريد، إسبانيا | الجبل الأسود     | 11–0  | 13–0    | تصفيات بطولة أمم أوروبا للسيدات 2017 |
| 10 | 8 أبريل 2017   | ملعب كيهرفيغ، يوبين، بلجيكا                       | بلجيكا           | 1–0   | 4–1     | مباراة ودية                          |
| 11 | 10 يونيو 2017  | ملعب فرناندو توريس، فوينلابرادا                   | البرازيل         | 1–0   | 1–2     | مباراة ودية                          |
| 12 | 30 يونيو 2017  | بيناتار أرينا، سان بييدرو ديل بيناتار، إسبانيا    | بلجيكا           | 2–0   | 7–0     | مباراة ودية                          |
| 13 | 19 يوليو 2017  | دي فيجفيربيرج، دوتينخيم، هولندا                   | البرتغال         | 1–0   | 2–0     | بطولة أمم أوروبا للسيدات 2017        |

## الإنجازات
برشلونة
- الدوري الإسباني: 2011–12، 2012–13، 2013–14، 2014–15، 2019–20، 2020–21
- دوري أبطال أوروبا للسيدات: 2020–21؛[18]
- كأس الملكة: 2011، 2013، 2014، 2017، 2018، 2020، 2021
- كأس السوبر الإسباني للسيدات: 2020
- كوبا كاتالونيا : 2009، 2010، 2011، 2012، 2016، 2017، 2018، 2019

أرسنال
- كأس الاتحاد الإنجليزي للسيدات: 2015–16[19]
- كأس الدوري الإنجليزي لكرة القدم: 2015

مانشستر سيتي
- كأس الدوري الإنجليزي لكرة القدم: 2021–22

روما
- الدوري الإيطالي: 2022–23

إسبانيا
- كأس الغارفي: 2017

الفردية
- فريق الموسم في الدوري الإنجليزي: 2015–2016[20]
- جائزة أفضل لاعبة في الموسم من جماهير أرسنال: 2016
- تشكيلة الموسم في دوري أبطال أوروبا للسيدات: 2018–19[21]